# 结肠癌缺失蛋白
结肠癌缺失蛋白（Deleted in Colorectal Carcinoma, DCC）是一种由DCC基因编码的人类蛋白质。由于1990年在一项结肠癌研究中发现该蛋白， 所以命名为结肠癌缺失蛋白。
关于结肠癌缺失蛋白作用于肿瘤抑制研究有许多争议，该蛋白还是众所周知的针对netrin-1反应的轴突导向受体。